# Herman Stilling (film)
Herman Stilling er en dansk portrætfilm fra 1987 instrueret af Palle Hansen.

## Handling
Herman Stilling fik med sine stærke farver og det gennemgående trolde-tema ikke blot udtrykt sig i malerier. Hans fabulerende stil egnede sig også til tegninger, grafik, collager og mosaikker. Eller i stort format på københavnske husgavle. Herman Stillings billedkunst blev kendt gennem talrige udstillinger over hele landet, og han er varigt repræsenteret med flere værker på nordiske museer og i form af gavludsmykninger. Han er blevet hædret med en række priser og legater.